# Alcabón
Alcabón település Spanyolországban, Toledo tartományban. Alcabón Carmena, Santa Olalla és Santo Domingo-Caudilla községekkel határos. Lakosainak száma 761 fő (2024).

## Népesség
A település lakosságának változását az alábbi diagram mutatja:
| Lakosok száma | 632  | 671  | 728  | 754  | 756  | 710  | 685  | 686  | 743  | 761  |
|               | 2001 | 2004 | 2007 | 2009 | 2012 | 2014 | 2017 | 2019 | 2022 | 2024 |